# Jun'ichirō Itani
Jun'ichirō Itani (伊谷 純一郎, Itani Jun'ichirō) (9 mai 1926 - 19 août 2001) est considéré, avec Kinji Imanishi, comme le fondateur de la primatologie japonaise. C'est un primatologue et anthropologue internationalement reconnu, professeur émérite à l'université de Kyoto. Il meurt des suites d'une pneumonie à 75 ans.

## Publications
- Duane Quiatt et Jun'ichirō Itani (Hrsg.): Hominid culture in primate perspective. 1994
- Jane Goodall, Jun'ichirō, William C. McGrew et Linda F. Marchant : Great Ape Societies. Cambridge University Press, 1996

## Source de la traduction
- (en) Cet article est partiellement ou en totalité issu de l’article de Wikipédia en anglais intitulé « Junichiro Itani » (voir la liste des auteurs).